# Tornado Cars

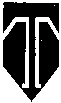
Logo der Tornado Cars Ltd.

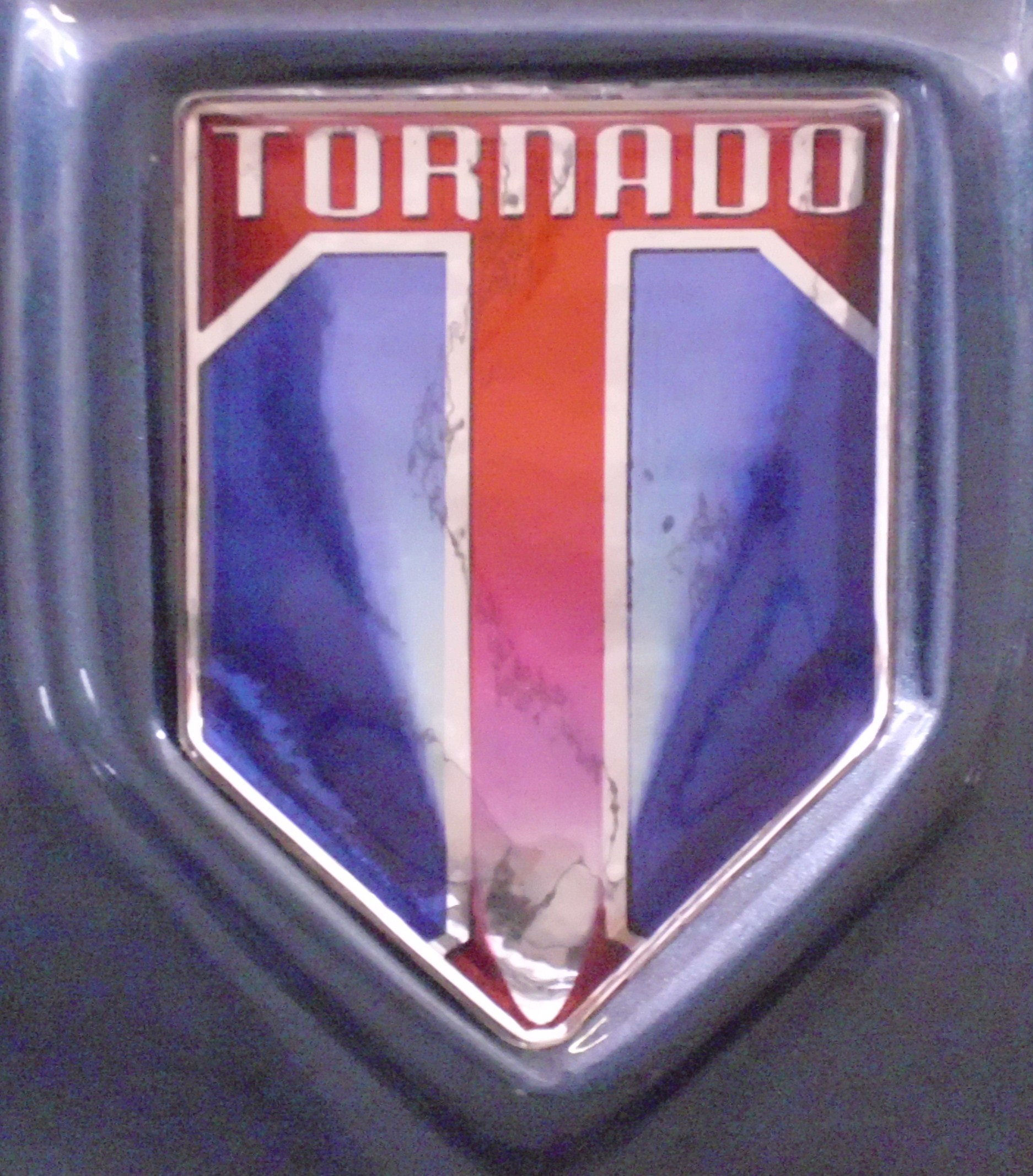
Emblem

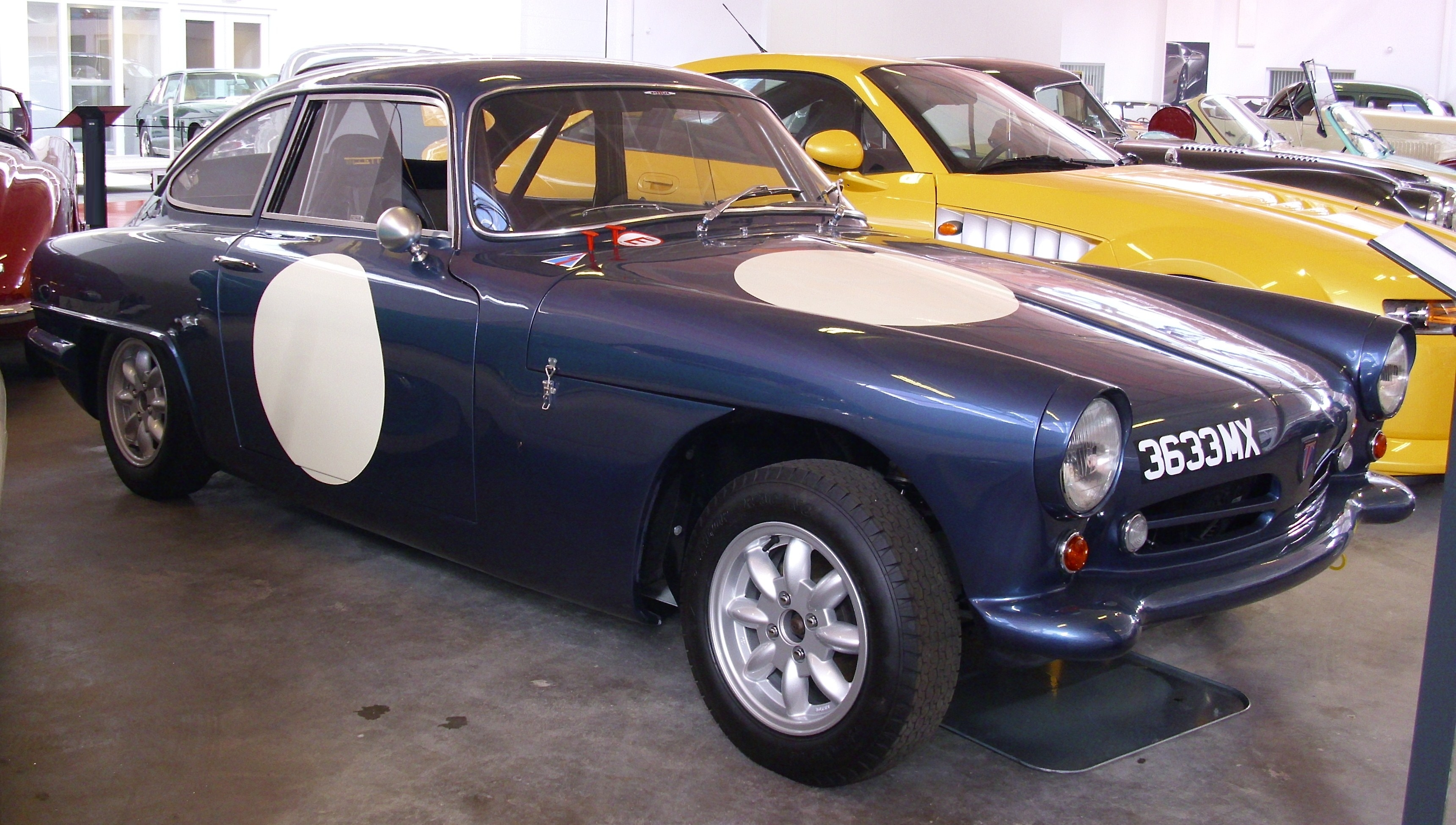
Tornado Talisman Coupé von 1962

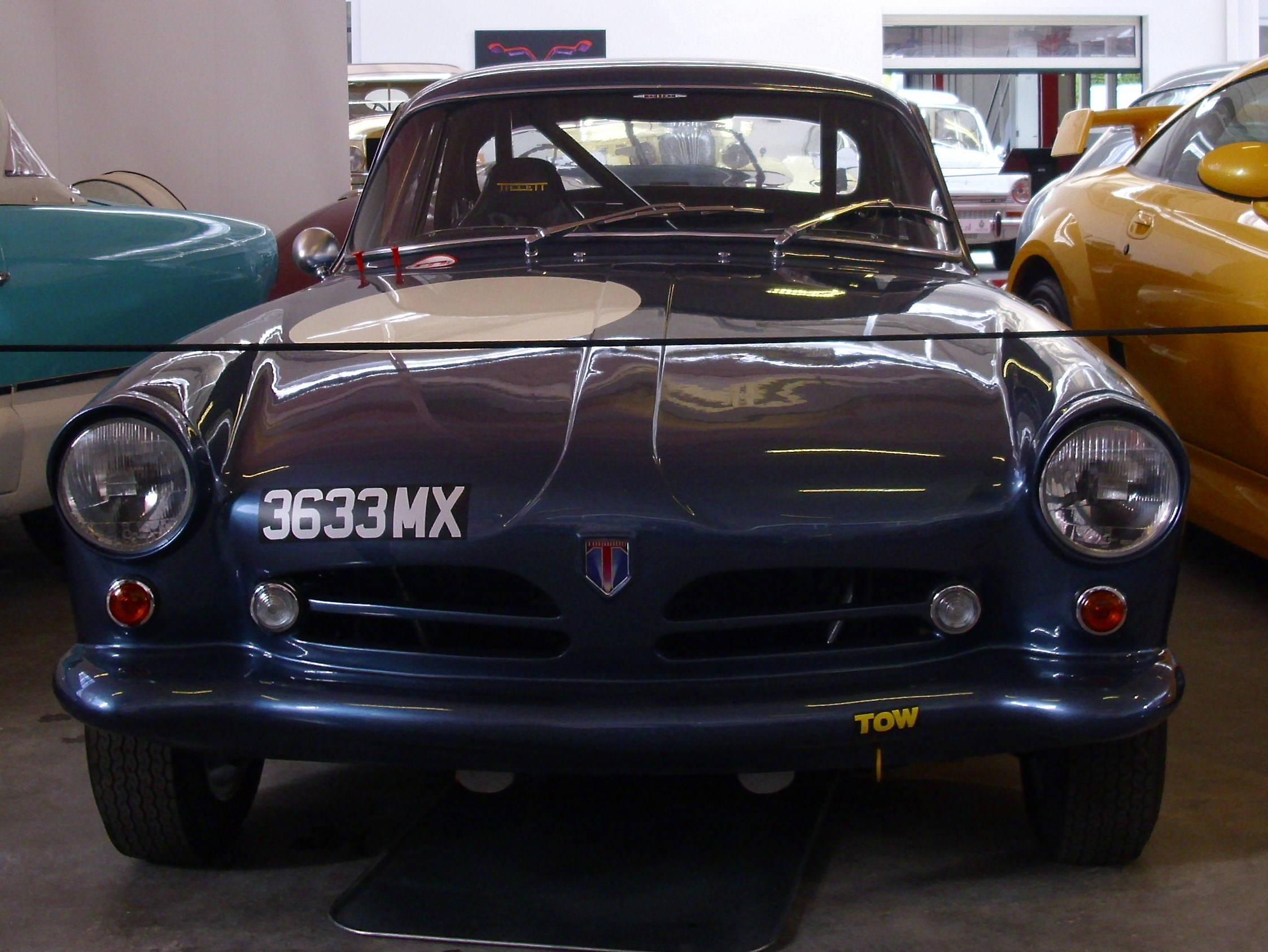
Frontansicht

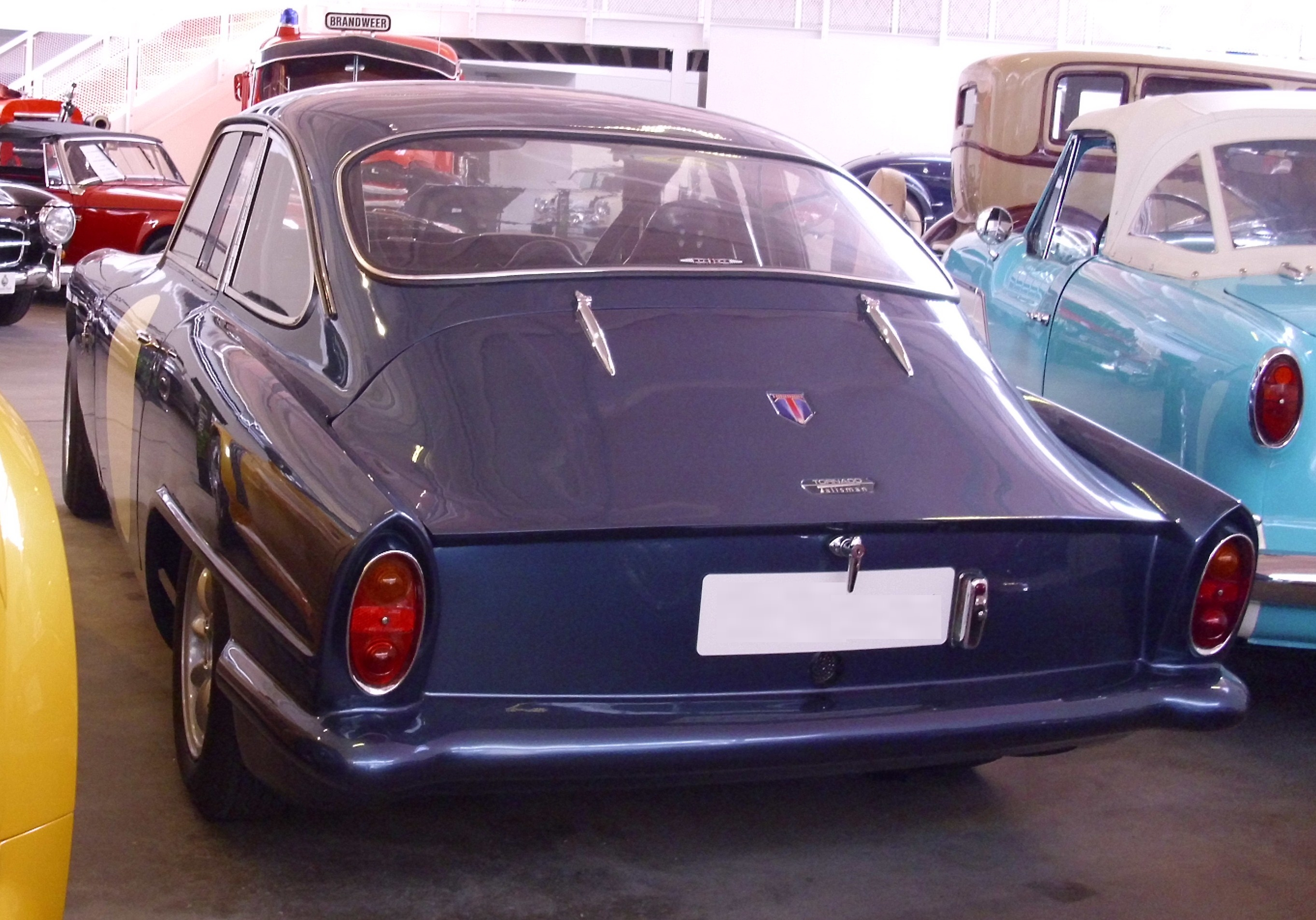
Heckansicht

Die Tornado Cars Ltd. war ein britischer Automobilhersteller, der von 1958 bis 1964 in Rickmansworth (Hertfordshire) ansässig war.

## Beschreibung
Von 1958 bis 1961 wurden der Typhoon, der Tempest und der Thunderbolt als Kit Cars angeboten. Diese Modelle waren leichte Sportwagen mit verschiedenen Ford-Vierzylindermotoren mit Hubräumen zwischen 0,95 l und 2,0 l.
Aufsehen erregte der Tornado Sportsbrake als Shooting Brake, eine bis dato völlig neuartige Synthese von Sportwagen und Kombi. Was die englische Fachpresse um 1960 eher als Kuriosum kommentierte, wurde wenig später jedoch von namhaften Autoherstellern wie Aston Martin kopiert, von Reliant als Scimitar und Volvo als  P1800 ES (Schneewittchensarg) sogar recht erfolgreich vermarktet.
Im Dezember 1961 stellte das Unternehmen das Coupé Talisman vor, das in verschiedenen Ausführungen bis 1964 gebaut wurde. Auch diese Wagen mit GFK-Karosserie waren mit Ford-Vierzylindermotoren mit 1,35 l oder 1,5 l Hubraum ausgestattet. Auf Wunsch waren auch diese Fahrzeuge als Kit Cars erhältlich. Sehr beliebt war der Talisman bei Privatfahrern im englischen Clubrennsport, da sich die verwendeten Ford Cortina Motoren seinerzeit gut mit Modifikations-Komponenten der Firma Cosworth tunen ließen. Zu bescheidener Publizität in Deutschland kam es durch einen umfangreichen Testbericht über den Tornado Talisman in der Zeitschrift Auto, Motor und Sport (Ausgabe 23 von 1962).
1964 endete die Produktion.
Ein Tornado Typhoon von 1958 wurde am 10. April 2019 auf einer Auktion angeboten, wurde allerdings bei einem Höchstgebot von umgerechnet 12.980 Euro nicht versteigert.

## Modelle
| Modell                  | Bauzeitraum | Zylinder | Hubraum  | Leistung         | bei Drehzahl | Radstand     |
| ----------------------- | ----------- | -------- | -------- | ---------------- | ------------ | ------------ |
| Typhoon Sportsbrake     | 1958–1961   | 4 Reihe  | 1172 cm³ | 36 bhp (26,5 kW) | 4500 min−1   | 2184 mm      |
| Thunderbolt Sportsbrake | 1959–1961   | 4 Reihe  | 1991 cm³ | 100 bhp (74 kW)  | 5000 min−1   | 2184 mm      |
| Thunderbolt             | 1959–1961   | 4 Reihe  | 1703 cm³ | 59 bhp (43 kW)   | 4200 min−1   | 2184–2540 mm |
| Tempest Sportsbrake     | 1959–1961   | 4 Reihe  | 997 cm³  | 39 bhp (29 kW)   | 5000 min−1   | 2184 mm      |
| Tempest                 | 1959–1961   | 4 Reihe  | 948 cm³  | 34 bhp (25 kW)   | 4800 min−1   | 2184–2540 mm |
| Talisman Tourer GT      | 1961–1962   | 4 Reihe  | 1340 cm³ | 55 bhp (40 kW)   | 4900 min−1   | 2407 mm      |
| Talisman GT             | 1961–1963   | 4 Reihe  | 1340 cm³ | 75 bhp (55 kW)   | 5500 min−1   | 2407 mm      |
| Talisman Tourer         | 1963–1964   | 4 Reihe  | 1498 cm³ | 60 bhp (44 kW)   | 4600 min−1   | 2407 mm      |
| Talisman GT             | 1963–1964   | 4 Reihe  | 1498 cm³ | 85 bhp (62,5 kW) | 5200 min−1   | 2407 mm      |